# Zamarada ariste
Zamarada ariste är en fjärilsart som beskrevs av Fletcher 1974. Zamarada ariste ingår i släktet Zamarada och familjen mätare. Inga underarter finns listade i Catalogue of Life.